# ISO 3166-2:MS
Pour un article plus général, voir ISO 3166-2.
 (août 2024).

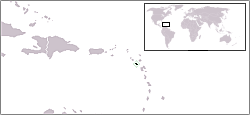
Montserrat (Antilles)

ISO 3166-2:MS est l'entrée pour Montserrat dans l'ISO 3166-2, qui fait partie du standard ISO 3166, publié par l'Organisation internationale de normalisation (ISO), et qui définit des codes pour les noms des principales administration territoriales (e.g. provinces ou États fédérés) pour tous les pays ayant un code ISO 3166-1.
Montserrat est un territoire britannique d'outre-mer sous souveraineté du Royaume-Uni.
Actuellement aucun code ISO 3166-2 n'est défini pour Montserrat. Les subdivisions en 3 paroisses ne sont pas pertinents pour la norme.
Montserrat est officiellement assigné au code ISO 3166-1 alpha-2 MS.